# Ја и село (слика)
Ја и село је рано надреалистичка слика коју је насликао белоруски уметник, Марк Шагал. Тренутно је изложена у Њујорку и његовом музеју модерне уметности. 
Сликано техником уље на платну, 1911. године, дело садржи много меканих, нежних као кроз сан приказаних детаља како поклапају међусобно једну преко друге. Прво се истичу две фигуре. Прва је мушка особа са шеширом, зеленог лица како гледа у козу (друга фигура) која је још у даљини приказана како је мужу. У позадини се види дрво, гомила кућа, православна црква, и жена виолнисткиња како свира окренута наглавачке, насупрот мушкарцу који држи косу. Ја и село је слика која показује везу имеђу сликара и места његовог рођења.